# Pahlawan (Manyak Payed)
Pahlawan is een bestuurslaag in het regentschap Aceh Tamiang van de provincie Atjeh, Indonesië. Pahlawan telt 982 inwoners (volkstelling 2010).